# グレイト・ケイ川
グレイト・ケイ川（グレイト・ケイがわ）とは、アフリカ大陸の南端部を流れて、インド洋へと直接流れ込む河川の1つである。グレート・カイ川とも呼ばれる。

## 流路について

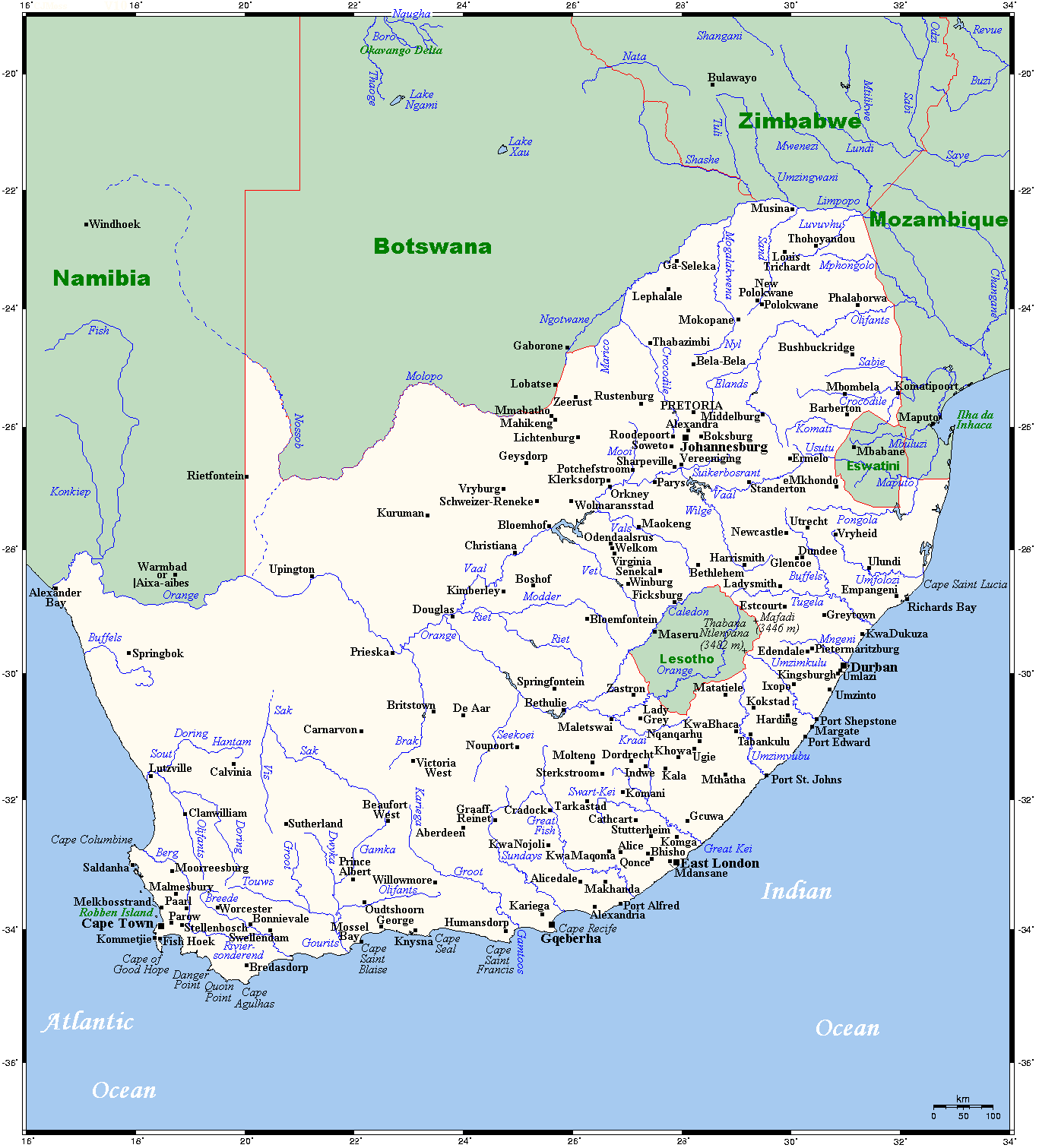
アフリカ大陸の南端部の主な河川。レソトの真南を流れるGreat Keiと書かれている場所が、グレイト・ケイ川の位置である。

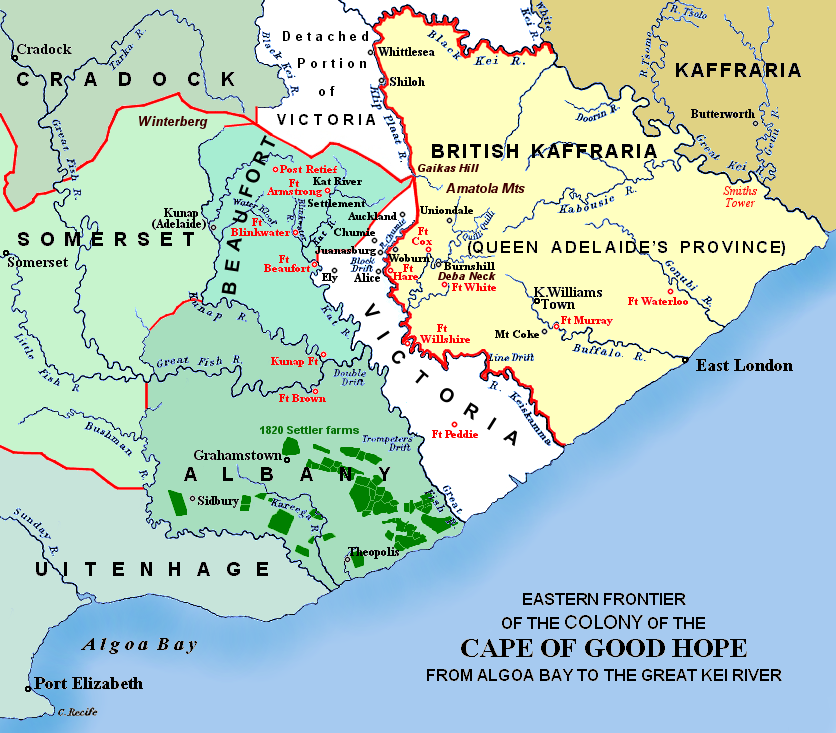
拡大地図。地図の右上端部のGreat Keiと書かれているのが、グレイト・ケイ川の流路である。

グレイト・ケイ川は、現在は南アフリカ共和国の東ケープ州内を流れている河川だと説明できる。しかし、かつてトランスカイが存在していた頃、この川はトランスカイの南西端が南アフリカ共和国と接する場所、すなわち国境であった。グレイト・ケイ川は、ブラック・ケイ川とホワイト・ケイ川とが合流した所から始まる。そこから概ね南東方向へと流れて、南緯32度40分34秒、東経28度22分51秒付近でインド洋へと注いでいる。ブラック・ケイ川とホワイト・ケイ川の合流点からここまでの流路長は、約320 kmである。ちなみに、この河口付近に形成された小さな集落（白人を中心とした人口約300人の集落）は、グレイト・ケイ川の河口にあることからケイ・マウスと名付けられている。
このグレート・カイ川周辺はコーサ人の居住地域であり、アパルトヘイト時代にはカイ川の西にシスカイ、東にトランスカイという二つのホームランドが存在した。この2つのホームランドの名称はいずれもカイ川からとられており、こちら側（シス）+カイでシスカイ、向こう側（トランス）+カイでトランスカイという名がつけられていた。